# Nicolas Le Fèvre (philologue)
Pour les articles homonymes, voir Le Fèvre.
Cet article possède un paronyme, voir Nicolas Lefèvre.
Nicolas Le Fèvre, aussi écrit Lefèvre, né à Paris le 5 juin 1544 et mort le 3 novembre 1612, est un philologue français.

## Biographie
Il est le fils de Vincent Le Fèvre, riche marchand de Linas, près de Montlhéry, qui est venu à Paris après la mort de sa première femme. Il est le fils de sa seconde épouse, Jeanne Haquer, et le frère de Gilles Le Fèvre. 
Il eut le malheur de se crever un œil dans sa jeunesse, en taillant une plume, ce qui ne l'empêcha pas de continuer ses études. Après la mort de son père, sa mère l'a envoyé suivre un cours de droit à Toulouse, puis il a voyagé pendant 18 mois en Italie, demeura quelque temps à Rome, et se lia d'amitié avec Carlo Sigonio, H.-A., Marc Antoine Muret, le cardinal Baronius et autres savants de ce pays. De retour en France, il fréquenta d'abord le barreau, puis, en 1572, il fut pourvu d'une charge de conseiller des eaux et forêts. Il assista, jusqu'au dernier moment, sa mère, morte en 1581 d'une maladie pestilentielle qui désolait Paris. Son frère est mort vers ce temps-là. Il a alors quitté sa charge et a vécu dans une espèce de solitude, en amitié avec Pierre Pithou.
Pendant les guerres de la ligue, il se livra dans sa retraite à des travaux scientifiques. Il s'est intéressé aux mathématiques et a assez appris pour découvrir l'erreur de la démonstration de la quadrature du cercle faite par Joseph Scaliger.
Lorsque Henri IV fut affermi sur le trône, il fut choisi par ce monarque pour précepteur du prince de Condé, héritier de la Couronne jusqu'à la naissance de Louis XIII. Il s'est alors installé à Saint-Germain-en-Laye, près du prince. Il a introduit à la Cour le jeune prodige Jérôme Bignon qui étonnait par son érudition, d'abord auprès au prince de Condé, puis auprès de Louis XIII. Quand ce prince n'a plus eu besoin de maître, il s'est retiré près de la veuve de Pierre Pithou. Après la mort de Pierre Pithou, il s'est engagé à publier le manuscrit de saint Hilaire sur lequel il travaillait et qui doit être le manuscrit no 483 de la bibliothèque de l'Arsenal.
En 1611, aux instances de la reine régente Marie de Médicis, il accepta le même emploi auprès du jeune roi Louis XIII ; mais il ne remplit pas longtemps ces fonctions honorables, la mort l'ayant enlevé le 3 novembre 1612.
Le Fèvre avait autant de piété et de modestie que d'érudition. En correspondance avec les hommes célèbres de l'époque, il leur fournissait des matériaux, des mémoires pour la composition de leurs ouvrages, en les priant de ne faire aucune mention de lui. 
Cependant il donna une édition latine de Sénèque le philosophe et de Sénèque le rhéteur, avec de savantes préfaces et notes, Paris, 1587, in-fol. II composa aussi la préface des Fragmenta de Saint-Hilaire de Poitiers, disposés par Pierre Pithou, dont Le Fèvre avait été le collaborateur, mais qui ne parurent qu'après sa mort, Paris, 1598, in-8°.
Ces trois préfaces et d'autres opuscules du même auteur furent recueillis par un de ses amis, Jean Lebègue, avocat général à la cour des monnaies, et réunis en 1 volume in-4°, Paris, 1614. On y trouve des remarques sur différents passages de l'Écriture sainte, des dissertations sur plusieurs points d'antiquité ecclésiastique, de morale ou 4e controverse des lettres, quelques poésies, etc. La plupart de ces écrits sont en latin, mais les pièces qui terminent ce volume sont en français. Les uns et les autres se distinguent par la clarté, la concision et par une critique judicieuse.
Il a légué sa bibliothèque au président de Thou. Elle est ensuite passée à Jean-Baptiste Colbert puis à la Bibliothèque du roi, elle est aujourd’hui à la Bibliothèque nationale de France.
En 1903, dans une lettre à Gaston Boissier, Léopold Delisle a appelé « l’attention sur l’intérêt que présente la correspondance de Nicolas Le Fèvre pour l’histoire de l’érudition française à la fin du XVIe et au commencement du XVIIe siècle ». Nicolas Le Fèvre n'a pratiquement rien publié, mais il apparaît dans l’histoire de l’érudition gallicane et dans l'histoire des bibliothèques souvent en liaison avec les Pithou.

## Ouvrages
- Sermons de saint Bernard manuscrit donné à Jean Goulu par Nicolas Le Fèvre, précepteur du roi Louis XIII (voir)
- Pseudo-Ambrosius, ouvrage ayant appartenu à Nicolas Le Fèvre et à J.-A. de Thou
- Les Preceptes de Manuel empereur de Constantinople touchant l’éducation Royalle mis en françois par le Roy treschretien Louis XIIIe, autographe des leçons données au jeune roi Louis XIII par ses précepteurs, le philosophe et humaniste Nicolas Le Fèvre et Monsieur de Fleurence (lire en ligne).